# Alejandro Brittes
Alejandro Brittes (Buenos Aires, 5 de julio de 1976) es un compositor, acordeonista e investigador de Chamamé, radicado en Porto Alegre, Brasil desde el año 2010. Es el primero acordeonista chamamecero a tocar en la Library of Congress en Washington, DC, capital  EE. UU. en 2023. Considerado por The Boston Globe, como un de los máximos exponentes del chamamé contemporáneo. 

## Trayectoria
Hijo de correntinos, a los 12 años comenzó a estudiar acordeón con Nini Flores, formando a los 15 su primera agrupación musical, con la cual grabó su primer álbum “Por la Senda Chamamecera”.
En 1989, inició sus estudios de música académica en la Escuela Juan Pedro Esnaola, continuando posteriormente su carrera como músico popular.
En el año 1996, resultó ganador como mejor instrumentista del premio Cosquín de Oro, siendo su debut a nivel nacional en la plaza Próspero Molina en el Festival Nacional de Folklore de Cosquín, Córdoba, Argentina. En el mismo año, es invitado por el grupo de rock Los Piojos para grabar en el disco “3er arco” participando en dos canciones: “Todo Pasa” y “Don’t say tomorrow” y en el lanzamiento del disco en el Estadio Obras Sanitarias y en el microestadio de Ferro, Buenos Aires, grabando nuevamente con el grupo “Vals Inicial” y “Y quemás” para el álbum “Azul”.
En 2005, crea y produce la agrupación “Cuarteto típico de Chamamé” con Jorge Toloza y Luiz Santa Cruz, grabando en el 2007 el álbum “Herencia chamamecera”.
Ya radicado en Brasil, en 2011 fue invitado a representar a Brasil y Argentina en el Festival Internacional de Acordeón Vallenato, en Colombia.
En el 2012, recibe una invitación de la Cámara de Comercio Brasil-Argentina de São Paulo, para presentar un concierto en el Memorial da América Latina en São Paulo, Brasil, participando en los espectáculos de la cantante Luiza Possi y la Orquesta Heartbreakers.
También en 2012, realizó su primera gira por Europa acompañado de André Ely y Lucas Rocha, realizando nueve conciertos con el acordeonista portugués João Gentil en Lisboa y Praia da Tocha, Portugal. Posteriormente, comienza su segunda gira por Europa en Francia, acompañado por André Ely, Lucas Rocha y Miguel Castilhos, presentándose en la Cité Internationale Universitaire de Paris, en la Maison de L’Argentine y también en el Café El Sur.
Ya en 2013, invita al grupo de música folklórica Plzenský Pepící de la República Checa a recorrer diez ciudades de Brasil. En enero del mismo año, graba su séptimo disco “El Viento y las hojas”, con financiamiento del Ministerio de Cultura de Brasil, realizando lanzamientos en el Teatro “Sociale”, en el Itinerari Folk Festival en Italia, y en el Teatro “Kulturní dům Peklo” en República Checa.

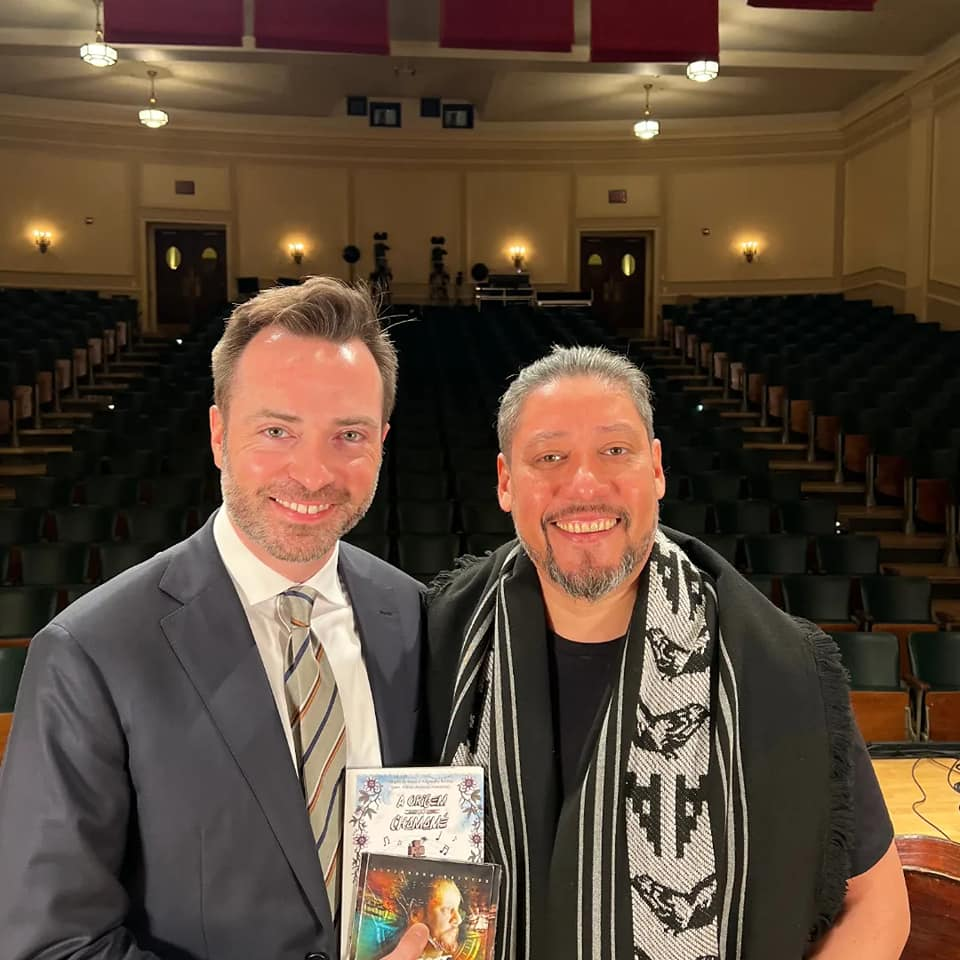
Alejandro Brittes com Douglas Peach, entrega do livro " A origem do Chamamé" e "Album Leste" para Library Of Congress em setembro de 2023 nos Estados Unidos

En 2014, junto a su productora Magali de Rossi y la productora de la cantautora Teresa Parodi, María Elvira Grillo Cevey, crearon el Proyecto “Caravana Chamamecera” invitando a los artistas Elton Saldanha y al grupo “Os Fagundes”, formando un proyecto de integración entre Brasil y Argentina, realizando más de 150 conciertos en el país y en el exterior.
En 2019, produjo y participó de la gira “80 años” del acordeonista Raúl Barboza en Rio Grande do Sul, Santa Catarina y Paraná, Brasil.
En 2021, es invitado, como solista, por la “Orquestra Sinfônica de Campo Grande”, Mato Grosso do Sul, en el concierto “100 años de Ástor Piazzola” del proyecto “Encontro com a Música Clássica”, Brasil. El mismo año publica su primer libro: “A origem do Chamamé – Uma historia para ser contada” (Simplíssimo, 2021), en formato físico y e-book, bilingüe; portugués y español, siendo un trabajo de investigación antropológica sobre el ritmo, junto con la historiadora y productora Magali de Rossi.
En julio de 2022, realiza el proyecto “Ponto e Pianada – Ponto de Encontro”, junto al acordeonista Chango Spasiuk, en ocho funciones en Rio Grande do Sul y Santa Catarina. Siendo el concierto principal realizado en el Theatro São Pedro, en Porto Alegre, Brasil.
En septiembre de 2022, lanzó su noveno álbum, un doble, titulado “(L)ESTE”. El disco “A” fue arreglado y adaptado por el maestro clavecinista barroco Fernando Cordella, con la participación de una orquesta de cámara barroca; el disco “B” está compuesto por chamamés tradicionales.
Es considerado por el musicologo Mark Brill (PHD en música por la University of Texas, San Antonio), Estados Unidos en su libro “Music of Latin America and the Caribbean”, como uno de los tres acordeonistas principales del chamamé.
En 2023 realizó una gira por Estados Unidos con 20 conciertos, siendo el primer acordeonista de Chamamé en tocar en la Library Of Congress, en el Coolidge Auditorium de Washington, DC.
En 2024 realizó más de 50 espectáculos en la Costa Oeste de los Estados Unidos. Tocando en lugares como el Festival de Jazz de San José, CA, Cotati Accordion Festival, CA, y Richard Nixon Library & Museum, CA
Es miembro de la Academia Latina de Artes y Ciencias de la Grabación - Latin Grammy (2023).

## Discografía
Discografía propia
- Por La senda Chamamecera (1991)
- A la Luz del Candil (1992)
- Ganadores de Oro de Pre Cosquin (1996)
- Pal’ Taconeo (1998)
- Por la misma senda (2006)
- Herencia Chamamecera (2008)
- Puro chamamé (2010)
- El Viento y las Hojas (2013)
- (L)ESTE (2022)

Sencillos
- "Raíces del Alma" feat Raúl Barboza (2019)
- "Laberintos" (2022)
- "La colorada" (2022)
- "Un Mate y la distancia" (2022)
- "Ala Ancha" (2022)
- "Maga" (2023)
- "Terracota" (2023)
- "15 de Mayo" (2023)
- "Agreste Bermejo" (2023)
- "El carau" (2024)
- "Nocturno Flores" (2025)

Discografía compartida
- La Cantora, Luisa Calcumil (2008)
- Sencillo “Caravana Chamamecera”, Os Fagundes y Elton Saldanha (2015)

Discos recopilatorios
- Puro Chamamé (2010)

Colaboraciones discográficas
- “Todo Pasa” y “Don't say tomorrow” 3er arco, Los Piojos (1996)
- “Vals inicial” y “Y quemás”, Azul, Los Piojos (1998)
- “El Alma del Chaco”, Andres Zito, producción y dirección: Antonio Tarragó Ros (1999)
- “El macho del siglo”, Música maestro, Antonio Ríos (2001)
- “Lejos”, La Chicana (2006)
- “Qué Será...” Satán Bemol, Pol Neiman (2006)
- “El Anhelo de tu pañuelo”, Íntimamente, Julia Verdi, arreglos y producción de Nicolás "Colacho" Brizuela (2009)
- “Garzas Viajeras”, Cosecha de Luz, Alejandra Noya (2016)
- “Coração de Chamamé y “Recorrendo”, Motivos de Campo, Jorge Freitas (2009)
- “Chamamé”, varios músicos (2010)
- “Querencia de Gauchada”, Jari Terres (2010)
- “Te conto porque volto”, Comparsa Musiqueira, varios músicos (2010)
- “Estrela do coração” y “Amanhecer” Nossa Terra, Nossa Gente, Antônio Gringo (2011)
- “Alma Costeira” y “Verdulera”, Canto e Cordeona, Robison Boeira (2014)
- “De Don Chico a Don Brittes”, Lida Campeira, Eduardo Vargas (2017)
- “El Sembrador”, Coração de minha gente, Diego Muller y Érlon     Péricles, Vol 2 (2020)

Audiovisuales
- DVD “Encontro Internacional de Chamameceros”, producido por Magali de Rossi, varios músicos (2008)
- “Pindo Hovy”, videoclip con Raul Barboza y Nardo Gonzales, proyecto Elo Sul (2020)
- WebDoc (L)ESTE (2022)
- Grabación de tres clips musicales de "Vientos del Este", "Caiboaté" y "El Viento y las hojas" para el Consejo de las Américas, New York - USA, distribuido por AS/COA (2023).[15]
- Grabación y transmisión del concierto Alejandro Brittes Quartet: Masters of Chamamé en la Biblioteca del Congreso en Washington, DC, producido por  American Folklife Center en (2023).[16]

Libros Publicados
- El origen del Chamamé - Una historia para contar, (De Rossi and Brittes), Editora Simplissimo, 2021.[17]
- Sistema González - Método de acordeón de botones, (A.Brittes), 2024.[18]

## Premios
- 1992: Mejor Compositor, solista instrumental y premio mayor “La copa de la música” en el concurso intercolegial organizado por el diario La Nación, Argentina.
- 1995: Ganador del premio Carlos Keen como mejor instrumentista, Argentina.
- 1995: Ganador como mejor instrumentista del Festival Ramallo Porá,  Argentina.
- 1996: Ganador del Premio Cosquín de Oro como Solista Instrumental en el Festival Nacional de Folklore de Cosquín,     Argentina.
- 1996: Premio revelación del Festival Nacional de Chamamé de Federal, Argentina.
- 2011: Reconocimiento por la Secretaría de Cultura de Porto Alegre por la creación de la canción Décima do Territorio para los Festejos     Farroupilhas, Brasil.
- 2011: Ganador como Mejor instrumentista del Concurso “Rodeio da Canção Serrana” en Vacaria, Brasil.
- 2012: Ganador como Mejor Instrumentista en el Evento “Encontro das Águas” en Foz do Iguaçu, Brasil.
- 2022: Premio Açorianos de Música 2022 en la categoría de Mejor Arreglo que otorga la Secretaría de Cultura de Porto  Alegre, Brasil.